# Copos de maíz
Los copos de maíz, también conocidos como hojuelas de maíz o corn flakes por metonimia, son un producto alimenticio empaquetado derivado del maíz. Este producto es mundialmente conocido, ya que es el típico cereal para desayuno, que se estila comer en un tazón con leche o yogur.

## Historia
En el año 1860 los miembros de la Iglesia Adventista del Séptimo Día de los Estados Unidos fundaron un hospital en el que los pacientes solo comían cereales. Los copos de trigo fueron creados por el doctor Will Keith Kellogg, para que el mismo fundara la compañía Kellogg's en el año 1906.

## Principales productores
Existen muchas compañías productoras en el mundo, pero las principales son Kellogg's y Nestlé.

## Propiedades de los copos de maíz
Los copos de maíz son muy nutritivos y fundamentales para todas aquellas personas que hacen dieta, ya que tienen un alto porcentaje en fibra en comparación de otra clase de cereales. 
Otras propiedades:
- Se digieren fácilmente y se puede comer a cualquier hora del día.
- Tienen propiedades diuréticas.
- Tienen alto nivel de carbohidratos.
- Son ricos en magnesio, fibra, antioxidantes y vitaminas B1, B3 y B9.

- Datos: Q21001927